# Nancy Kerrigan
Nancy Ann Kerrigan (* 13. Oktober 1969 in Stoneham, Massachusetts) ist eine ehemalige US-amerikanische Eiskunstläuferin, die im Einzellauf startete.

## Leben und Karriere
Kerrigan ist die Tochter von Daniel Kerrigan und Brenda Schultz. Sie begann im Alter von sechs Jahren mit dem Eislaufen im Eisstadion ihrer Heimatstadt Stoneham, in der sie aufwuchs. Ihre zwei älteren Brüder Michael und Mark spielten Eishockey. Mit acht Jahren nahm sie Trainingsstunden. Kerrigans Vater, ein Schweißer, musste zeitweise drei Jobs annehmen, um ihre Karriere zu finanzieren, unter anderem fuhr er die Eisaufbereitungsmaschine in dem Eisstadion, in dem seine Tochter trainierte. Bis sie 16 war, wurde sie von Theresa Martin trainiert, dann kurzzeitig von Denise Morrissey und für den Rest ihrer Karriere von Evy und Mary Scotvold.
Im Jahr 1991 erreichte Kerrigan zum ersten Mal das Podium bei den US-Meisterschaften. Sie belegte den dritten Platz hinter Tonya Harding und Kristi Yamaguchi. Somit qualifizierte sie sich für ihre erste Weltmeisterschaft, diese fand in München statt. Dort gewann sie auf Anhieb die Bronzemedaille hinter ihren Landsfrauen Yamaguchi und Harding. Sie war damit Teil des ersten Weltmeisterschaftspodiums in der Damenkonkurrenz, das nur aus Eiskunstläuferinnen eines Landes bestand.
1992 verbesserte sich Kerrigan sowohl bei den nationalen Meisterschaften wie bei der Weltmeisterschaft um einen Platz. Sie wurde nationale Vizemeisterin wie auch Vize-Weltmeisterin hinter Kristi Yamaguchi. Bei ihren ersten Olympischen Spielen gewann sie 1992 in Albertville die Bronzemedaille hinter Yamaguchi und der Japanerin Midori Itō.
Nach Yamaguchis Rücktritt wurde Kerrigan 1993 US-Meisterin, allerdings mit einer fehlerbehafteten Vorstellung. Bei der Weltmeisterschaft in Prag gewann sie das Kurzprogramm, fiel nach einer schlechten Kürleistung am Ende aber auf den fünften Platz zurück. Dadurch gelang der Ukrainerin Oksana Bajul ein Überraschungssieg.
Besondere Aufmerksamkeit erregte ein Attentat auf Nancy Kerrigan am 6. Januar 1994 während des Trainings zur US-amerikanischen Meisterschaft. Mit einer Eisenstange verletzte der Attentäter Shane Stant die Eiskunstläuferin am Knie, sodass sie den Wettbewerb nicht fortsetzen konnte. Beauftragt und bezahlt wurde der Attentäter vom Ehemann ihrer Konkurrentin Tonya Harding, Jeff Gillooly. Harding gewann die Meisterschaft, der Titel wurde ihr jedoch aberkannt, nachdem ihre Verbindungen zum Attentat bekannt geworden waren.

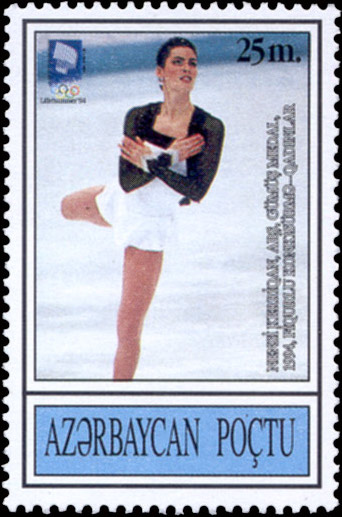
Eine aserbaidschanische Briefmarke von 1995 zeigt Nancy Kerrigan bei den Olympischen Winterspielen 1994

Sieben Wochen nach der Attacke zeigte Kerrigan die, wie sie es selbst bezeichnete, besten zwei Vorstellungen ihrer Karriere. Bei den Olympischen Spielen in Lillehammer gewann sie die Silbermedaille hinter Oksana Bajul. Sie hatte das Kurzprogramm gewonnen, aber die Kür in einer umstrittenen 4:5-Punktrichterstimmenentscheidung und um 0,2 Punkte gegen Bajul verloren.
Nach den Olympischen Spielen beendete Kerrigan ihre Amateurkarriere, wechselte zu den Profis und lief für einige Eisrevues wie Champions on Ice und Broadway on Ice.
Kerrigan studierte am Emmanuel College in Boston Wirtschaft. Sie gründete eine Stiftung für Sehbehinderte, da ihre Mutter auch betroffen ist.
Kerrigan heiratete 1995 ihren Manager Jerry Solomon. Zusammen haben sie drei Kinder. Ihr Vater starb im Januar 2010, mutmaßlich nach einem Kampf mit Kerrigans Bruder Mark. Dieser wurde wegen Körperverletzung zu einer Haftstrafe von zweieinhalb Jahren verurteilt.

## Ergebnisse
| Wettbewerb / Jahr                | 1988 | 1989 | 1990 | 1991 | 1992 | 1993 | 1994 |
| -------------------------------- | ---- | ---- | ---- | ---- | ---- | ---- | ---- |
| Olympische Winterspiele          |      |      |      |      | 3.   |      | 2.   |
| Weltmeisterschaften              |      |      |      | 3.   | 2.   | 5.   |      |
| US-amerikanische Meisterschaften | 12.  | 5.   | 4.   | 3.   | 2.   | 1.   |      |

## Dokumentarfilm
- Mary Carillo: Nancy & Tonya. NBC 2014.[4]

## Trivia
- Die weibliche Hauptfigur Sarah Kerrigan in Blizzards Strategiespielreihe StarCraft wurde nach Nancy Kerrigan benannt.[5]
- In der 1. Strophe des Songs Strange Clouds aus dem gleichnamigen Album des US-amerikanischen Rappers B.o.B (feat. Lil Wayne) wird auf das oben genannte Attentat auf Nancy Kerrigan angespielt.
- Sie wurde von der Schauspielerin Heather Langenkamp im Fernsehfilm Die Eisprinzessin und das Biest – Die wahre Geschichte von Tonya und Nancy (1994) verkörpert.

## Werke
- Nancy Kerrigan, Steve Woodward: Nancy Kerrigan: In My Own Words. Hyperion Books, New York 1996, ISBN 0-7868-1042-4.
- Nancy Kerrigan, Mary Spencer: Artistry on Ice: Figure Skating Skills and Style. Human Kinetics, Champaign 2003, ISBN 0-7360-3697-0.